# Wässriger Moor-Täubling
Der Wässrige Moor-Täubling (Russula aquosa) ist ein Pilz aus der Familie der Täublingsverwandten. Der seltene Täubling wächst an feuchten, sumpfigen Stellen in Bergnadelwäldern. Weitere Namen sind Fastmilder Täubling, Sumpf-Spei-Täubling und Wundroter Spei-Täubling.

## Merkmale

### Makroskopische Merkmale
Der Hut ist 3–9 cm breit, jung gewölbt, dann ausgebreitet und im Alter niedergedrückt. Die Huthaut ist feucht klebrig und trocken glänzend bis feinkörnig. Sie ist etwa zu zwei Dritteln oder mehr abziehbar. Unter der Huthaut ist das Hutfleisch stellenweise rosa. Der rosa-violette, purpurrote, in der Mitte oft etwas braunrot bis schwarzrote Hut bleicht meist rasch aus und wird dann verwaschen rosa-fleckig. Der Rand ist scharf, häutig dünn und durchscheinend. Im Alter ist er auf etwa 1 cm Breite höckerig gerieft.
Die ziemlich entfernt stehenden und am Stiel ausgebuchteten bis fast freien Lamellen sind jung weiß und werden später zunehmend schmutzig grauweiß. Sie sind 4–10 mm breit, bauchig und nur selten gegabelt. Die Schneide ist ganzrandig. Das Sporenpulver ist weißlich bis weißlich-cremefarben.
Der weißliche, 3–9 cm lange und 1–2 cm breite Stiel ist an der Basis meist keulig verdickt und zur Stielspitze hin in charakteristischer Weise eingeschnürt. Im Alter und bei Feuchtigkeit wird er schmutzig wässrig weißgrau und ist zuletzt schmutzig braungrau. Das Stielfleisch ist jung wattig ausgestopft, dann markig hohl und sehr brüchig. Die Stielrinde (Cortex) ist wässrig, fast hyalin, fein rillig oder fast netzig.
Das Fleisch ist nur jung relativ fest, es wird aber schon bald brüchig und aufgequollen. Der Geruch ist schwach und undeutlich. Der Täubling riecht vage nach Kokosnuss und erinnert dadurch ein wenig an den Kirschroten Speitäubling, mitunter riecht er auch leicht rettichartig.

### Mikroskopische Merkmale
Die eiförmigen Sporen sind 8–9 µm lang und 6–7 µm breit und haben auf ihrer Oberfläche sehr variable, 0,3 bis 1,0 µm hohe, dornige Warzen. Diese sind unregelmäßig über feine Linien zu einem teilweisen Netzwerk verbunden. Die Zystiden sind bis zu 100 × 10(12) µm lang, keulig und bisweilen auch appendikuliert.
Die 6–10 µm breiten Pileozystiden sind schmal keulenförmig oder gestielt und meist ohne Septum, bisweilen aber auch einfach septiert. An der Spitze sind sie mehr oder weniger zusammengezogen. Die Hyphen-Endzellen sind 2–4 µm breit und haben ansonsten keine charakteristische Ausprägung.

## Ökologie
Der Wässrige Moor-Täubling ist wie alle Täublinge ein Mykorrhizapilz, der vorwiegend mit Nadelbäumen eine symbiotische Partnerschaft eingeht. Sein häufigster und wichtigster Wirt ist die Fichte. Er kann auch mit verschiedenen Kiefernarten eine Symbiose eingehen. Gelegentlich ist er mit dem Kirschroten Speitäubling vergesellschaftet.
Man kann den Täubling an bodensauren, moosreichen Standorten in Hainsimsen-Buchen-, Fichten-Tannen- und Fichtenwäldern, sowie an Hochmoor-Rändern (bei Kiefern-Moorwäldern) finden. Er benötigt basen- und nährstoffarme, saure und sehr feuchte Böden. Die Art bevorzugt stark verlehmte, verdichtete, und wasserundurchlässige, abflussarme Braunerden, Pelosolen, Podsolen und Moorböden.
Die Fruchtkörper erscheinen von Ende Juli bis Anfang November, bevorzugt im Bergland.

## Verbreitung

Europäische Länder mit Fundnachweisen des Wässrigen Moor-Täublings.
Legende:
Länder mit Fundmeldungen
Länder ohne Nachweise
keine Daten
außereuropäische Länder

Mit Ausnahme der Mittelmeerländer, wo der Pilz weitgehend fehlt, erscheint der Wässrige Moor-Täubling zerstreut über ganz Europa. Er ist überall ziemlich selten. In Nordamerika (Kanada, USA) ist er im gesamten Nordosten verbreitet. Bei dem Täubling handelt es sich um eine submeridionale bis subboreale Art mit subozeanischem Schwerpunkt.
In Deutschland ist der Täubling lückig gestreut und fast überall selten, lediglich in den bodensauren Mittelgebirgen und den Moorgebieten ist er stärker verbreitet.

## Systematik
Der Wässrige Moor-Täubling wird nach M. Bon innerhalb der Sektion Russula in die Subsektion Atropurpurinae gestellt. Die Arten dieser Gruppe haben alle verschiedenfarbige purpurfarbene, violette oder rötliche, niemals aber rein rote Hüte. Sie schmecken alle scharf und haben weißes Sporenpulver.

## Bedeutung
Wie alle Täublinge aus der Untersektion Atropurpurinae ist der Wässrige Moor-Täubling kein Speisepilz und zumindest roh genossen schwach giftig.